# Пулвер, Лара
Ла́ра Пу́лвер (англ. Lara Pulver; род. 1 сентября 1980, Саутенд-он-Си, Эссекс, Англия) — английская театральная и телевизионная актриса. Приобрела популярность благодаря роли Ирэн Адлер в британском сериале «Шерлок». За роль в мюзикле «Парад» в 2008 году была номинирована на премию Лоренса Оливье и на театральную премию «Выбор зрителей» от британского сайта WhatsOnStage.com. В 2016 году получила высшую театральную награду Великобритании в номинации «Лучшая актриса вспомогательного состава в мюзикле» за роль в мюзикле «Джипси».

## Биография
Родилась в Саутенд-он-Си в графстве Эссекс. Её отец исповедовал иудаизм, и мать перешла в эту религию.
Родители Пулвер разошлись, когда ей было одиннадцать лет.

### Театр
Лара Пулвер принимала участие в Национальном молодёжном музыкальном театре с 1994 по 1998 год. В 1997 году она выиграла место в Колледже исполнительских видов искусств Дорин Берд, одном из самых выдающихся колледжей такого типа в Британии, где она изучала танцевальный и музыкальный театры и окончила обучение в 2000 году. Её историю поместили на сайте Колледжа, как пример успешной студентки, и с тех пор она работала как актриса, певица и танцовщица в мюзиклах в Вест-Энде, а также участвовала в национальных турах и региональных театральных постановках.
Пулвер была номинирована в 2008 году на премию Лоренса Оливье как «Лучшая актриса мюзикла» за роль Люсиль Франк, ведущего женского персонажа мюзикла «Парад», основанного на биографии Лео Франка, в театре «Донмар Уэрхаус» в Ковент-Гарден. Постановкой руководил Роб Эшворд, и мюзикл выходил с 24 сентября по 24 ноября 2007 года. Критик Бланш Марвин сказал, что «несмотря на его глубину, голос, казалось, дрожал в высоком регистре, но её Люсиль была впечатляющей». Лара Пулвер исполнила эту роль на сцене театра Mark Taper Forum в Лос-Анджелесе вместе с Теодором Реймондом Найтом (Лео).
В 2008 году Лара Пулвер записала песню для первого CD «Песни из мюзиклов Александра С. Берманже». Это — альбом из 20 новых записей 26 звёзд «Вэст-Энда», выпущенный в ноябре 2008 года Dress Circle Records.

### Телевидение
В 2009 году Пулвер присоединилась к актёрскому составу телесериала «Робин Гуд» производства Би-би-си в роли Изабеллы, сестры Гая Гисборна, а позже шерифа Ноттингема.
В 2010 году Пулвер присоединилась к актёрскому составу третьего сезона телесериала «Настоящая кровь» производства телеканала HBO, в роли доброй феи Сьюки Стэкхаус, Клодин Крейн. Пулвер сыграла Эрин Уотс, нового главного шерифа, главы D, в десятом и заключительном сезоне шпионской драмы BBC «Призраки».
3 августа 2011 Ларе Пулвер была предложена роль Ирен Адлер в первой серии второго сезона телесериала «Шерлок» «Скандал в Белгравии». Она немного рассказала о своей роли в «Шерлоке»:

Я играю Ирен Адлер, противника Бенедикта. Стивен Моффат написал такую прекрасную серию, это как будто игра в шахматы, знаете, где мы играем в игры ума. Моя игра длится всё время, и так забавно наблюдать… это скорее о том, как Шерлок имеет дело с любовью, чем о Шерлоке, который знает, что такое быть влюблённым. Будет очень захватывающе.
В 2012 году она присоединилась к актёрскому составу «Демонов Да Винчи», где играла постоянную роль Клариче Орсини, жены Лоренцо Медичи.

## Личная жизнь
В 2003 году Пулвер познакомилась с американским актёром Джошуа Далласом, когда он учился в Великобритании в Академии театрального искусства Маунтвью. Они поженились в декабре 2007 года в здании XVI века в Девоне. Медовый месяц пара провела на Мальдивах. Даллас подтвердил их развод в интервью на радиошоу Боба Риверса 2 декабря 2011 года.
В 2012 году Пулвер начала встречаться с актёром-коллегой по телесериалу «Призраки» Разой Джаффри, за которого вышла замуж 27 декабря 2014 года. 17 февраля 2017 года у супругов родился сын Озиас, а в 2020 году — дочь Тея.

## Фильмография
| Год       |    | Русское название               | Оригинальное название      | Роль                                   |
| --------- | -- | ------------------------------ | -------------------------- | -------------------------------------- |
| 2009      | с  | Робин Гуд                      | Robin Hood                 | Изабелла                               |
| 2010      | ф  | Наследие                       | Legacy                     | Диана Шоу                              |
| 2010      | ф  | Особые отношения               | The Special Relationship   | интерн                                 |
| 2011      | с  | Призраки                       | Spooks                     | Эрин Уотс                              |
| 2010—2012 | с  | Настоящая кровь                | True Blood                 | Клодин Крейн                           |
| 2011      | ф  | Язык разбитого сердца          | Language of a Broken Heart | Виолетта                               |
| 2012      | с  | Шерлок — «Скандал в Белгравии» | Sherlock                   | Ирэн Адлер                             |
| 2013—2015 | с  | Демоны Да Винчи                | Da Vinci's Demons          | Клариче Орсини                         |
| 2013      | с  | Молокососы                     | Skins                      | Виктория                               |
| 2014      | с  | Шерлок — «Знак трёх»           | Sherlock                   | видение Ирэн Адлер в голове Шерлока    |
| 2014      | с  | Флеминг                        | Fleming                    | Энн О'Нил                              |
| 2014      | ф  | Грань будущего                 | Edge of Tomorrow           | Карен Лорд                             |
| 2017      | ф  | Другой мир: Войны крови        | Underworld: Blood Wars     | Семира лидер Восточного клана вампиров |
| 2018      | ф  | Город и город                  | The City & The City        | Катриния                               |
| 2021      | мф | DOTA: Кровь дракона            | Dota: Dragon's Blood       | принцесса Мирана                       |
| 2025      | ф  | Гангстерленд                   | Mobland                    | Белла Харриган                         |